# Priporu (okręg Gorj)
Priporu – wieś w Rumunii, w okręgu Gorj, w gminie Ciuperceni. W 2011 roku liczyła 53 mieszkańców.